# Fibroporia
Fibroporia är ett släkte av svampar. Enligt Catalogue of Life ingår Fibroporia i familjen Fomitopsidaceae, ordningen Polyporales, klassen Agaricomycetes, divisionen basidiesvampar och riket svampar, men enligt Dyntaxa är tillhörigheten istället familjen Meripilaceae, ordningen Polyporales, klassen Agaricomycetes, divisionen basidiesvampar och riket svampar.
|            | Antrodia                                                                        |
|            |                                                                                 |
|            | Daedalea                                                                        |
|            |                                                                                 |
|            | Fomitopsis                                                                      |
|            |                                                                                 |
|            | Sporotrichum                                                                    |
|            |                                                                                 |
|            | Pycnoporellus                                                                   |
|            |                                                                                 |
|            | Phaeolus                                                                        |
|            |                                                                                 |
|            | Lasiochlaena                                                                    |
|            |                                                                                 |
|            | Ischnoderma                                                                     |
|            |                                                                                 |
| Fibroporia | \| \| Fibroporia radiculosa \| \| \| \| \| \| Fibroporia vaillantii \| \| \| \| |
|            | \| \| Fibroporia radiculosa \| \| \| \| \| \| Fibroporia vaillantii \| \| \| \| |
|            | Piptoporus                                                                      |
|            |                                                                                 |
|            | Laetiporus                                                                      |
|            |                                                                                 |
|            | Ptychogaster                                                                    |
|            |                                                                                 |
|            | Laricifomes                                                                     |
|            |                                                                                 |
|            | Climacocystis                                                                   |
|            |                                                                                 |
|            | Postia                                                                          |
|            |                                                                                 |
|            | Pilatoporus                                                                     |
|            |                                                                                 |
|            | Buglossoporus                                                                   |
|            |                                                                                 |
|            | Amylocystis                                                                     |
|            |                                                                                 |
|            | Parmastomyces                                                                   |
|            |                                                                                 |
|            | Anomoloma                                                                       |
|            |                                                                                 |
|            | Gilbertsonia                                                                    |
|            |                                                                                 |
|            | Spelaeomyces                                                                    |
|            |                                                                                 |
|            | Fomitella                                                                       |
|            |                                                                                 |
|            | Anomoporia                                                                      |
|            |                                                                                 |
|            | Osteina                                                                         |
|            |                                                                                 |
|            | Dacryobolus                                                                     |
|            |                                                                                 |
|            | Donkioporia                                                                     |
|            |                                                                                 |
|            | Auriporia                                                                       |
|            |                                                                                 |
|            | Xylostroma                                                                      |
|            |                                                                                 |
|            | Fibroporia radiculosa                                                           |
|            |                                                                                 |
|            | Fibroporia vaillantii                                                           |
|            |                                                                                 |

|  | Fibroporia radiculosa |
|  |                       |
|  | Fibroporia vaillantii |
|  |                       |